# Župan

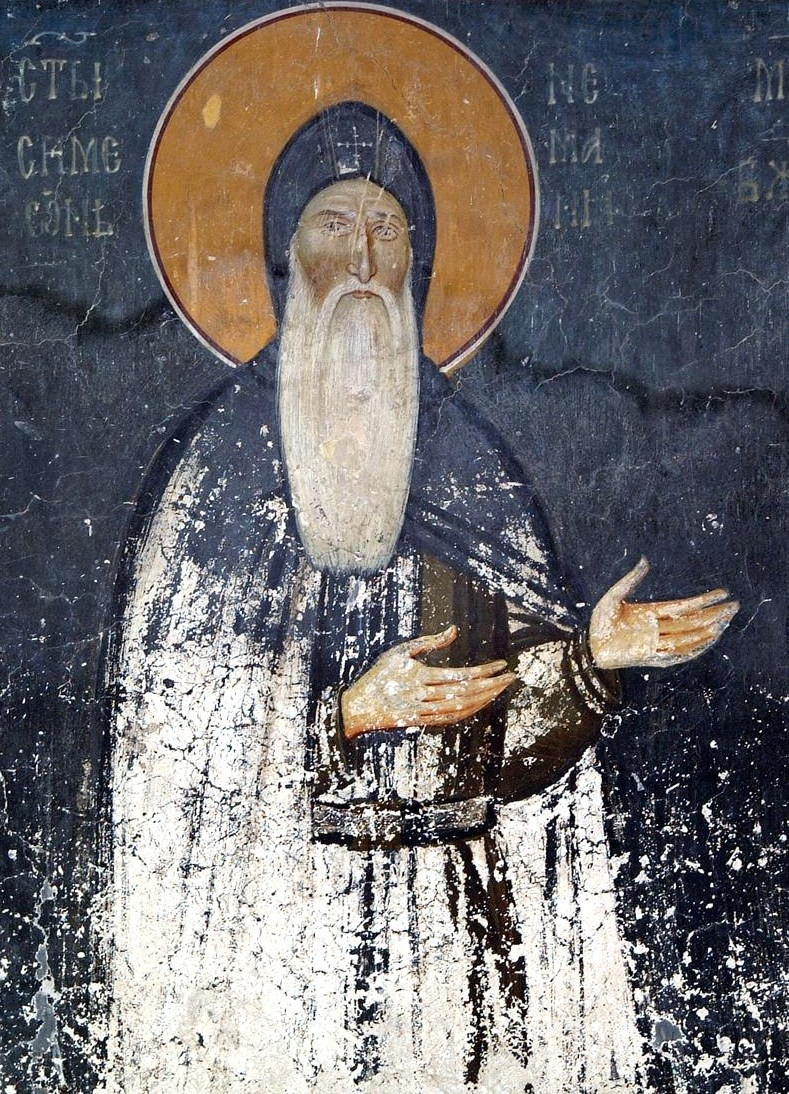
Stefan Nemanja was grootžupan van Raška van 1167 tot 1196

Een župan (uitspraak: zjoepan) is oorspronkelijk een middeleeuws leider van een stam in de West- en Zuid-Slavische gebieden. Later waren župans heersers over kleine vorstendommen (župa / županija, vgl. gouw) van verschillende stammen, en werden hen bepaalde bevoegdheden toegekend, onder andere militair, en in de rechtspraak, en waren dus eigenlijk vorsten-rechters. De versterkte burcht van een župan werd een grad genoemd. In Servië vinden we de benaming vooral terug in bronnen uit de 11e tot de 13e eeuw, in Kroatië werd de functie tot 1918 vervuld. Ook in Walachije werd de term gebruikt.
De term grootžupan (veliki župan) werd gebruikt voor heersers die over een gebied heerste dat verschillende vorstendommen (en župans) verenigde. Deze titel zou overeenkomen met de titel van prins. Deze titel werd onder andere gedragen in Raška, tot grootžupan Stefan Nemanjić de koningstitel aannam in 1217.